# Hanna Blomstrand
Hanna Felicia Blomstrand, född 25 augusti 1996, är en svensk tidigare handbollsspelare (högernia).

## Karriär

### Klubblagsspel
Hanna Blomstrands moderklubb är H65 Höör. Hon spelade för klubben tills hon var 16 år och tog USM-guld (flickor A) med laget 2011. Nästa säsong, 2012–2013, bytte hon klubb till Lugi HF. I Lugi blev det inget juniorlagsspel, istället debuterade hon i Elitserien i september 2012 mot IK Sävehof på bortaplan. Efter landslagsuttagningen blev det klart att Hanna Blomstrand skulle lämna Lugi efter säsongen 2016–2017. Ny klubbadress blev København Håndbold Redan första året blev det danskt mästerskapsguld för Hanna Blomstrand i klubben. Efter säsongsslut 2019 opererade Blomstrand sin höft men var spelklar till VM i Japan. År 2022, efter att ha brottats med skadan under en lång tid, avslutade hon handbollskarriären.

### Landslagsspel
Internationellt spelade Blomstrand i ungdomslandslagen. Med juniorlandslaget (U17) blev det EM-guld 2013, sedan brons i Ungdoms-OS i Kina påföljande år. 2015 deltog Blomstrand i sitt sista ungdomsmästerskap, U19-EM i Spanien. Det blev brons efter seger mot Ungern i bronsmatchen. Sommaren därefter, 2016, blev det spel i svenska A-landslaget. Hanna Blomstrand fick åka med som reserv till OS i Rio de Janeiro. Efter skada i truppen fick hon göra debut i kvartsfinalen mot Norge. Den 1 november 2016 blev hon uttagen till hemma-EM i Sverige, i december 2016. EM 2016 blev en besvikelse, men i följande VM 2017 gick det bättre för Sverige. Blomstrand gjorde ett bra mästerskap, och särskilt mot Danmark i kvartsfinalen briljerade hon och blev vald till matchens lirare. I semifinalen fick hon ett mål bortdömt i slutminuterna som kunde ha sänkt Frankrike. I VM 2019 syntes att Hanna Blomstrand inte riktigt hittat formen efter höftoperationen.